# Jailoo
Jailoo (ou zhajloo) é a pastagem de verão no Quirguistão, para onde ancestralmente os quirguizes levavam os seus rebanhos. Nos anos 1930, o governo soviético decidiu “desnomadizar” os quirguizes, tornando-os 
proletários nos kolkozes rurais ou nas fábricas das cidades. Aparentemente, não conseguiu acabar com o “vício” de pastorícia (nem com os rebanhos) dos quirguizes e, no século XXI, em Abril e Maio, os proprietários de rebanhos dobram os seus yurts (tendas) nas suas caminhonetas, ou mesmo no tejadilho dos Ladas e vão passar o verão no jailoo. 
O governo do Quirguistão, em parceria com associações de “jailoozeiros”, decidiram fazer deste evento uma atração turística, onde os forasteiros podem passar alguns dias numa tenda familiar, conhecer a hospitalidade, a cultura e a culinária quirguizes, e ainda a paisagem natural deste país, que ainda não foi estragada pelo desenvolvimento. Aqui, podem respirar o ar puro de grandes pastagens verdes, apreciar os ribeiros e lagos cistalinos que fazem parte deste ambiente há milênios.